# Les Nouveaux Exploits de Shaft
Pour les articles homonymes, voir Shaft.
Série
Les Nuits rouges de Harlem
(1971) Shaft contre les trafiquants d'hommes
(1973)
Pour plus de détails, voir Fiche technique et Distribution.
Les Nouveaux Exploits de Shaft (Shaft's Big Score!) est un film policier américain réalisé par Gordon Parks, sorti en 1972. Il fait la suite au film Les Nuits rouges de Harlem sorti un an plus tôt. Il sera lui-même suivi par Shaft contre les trafiquants d'hommes. La saga fait partie du genre cinématographique des années 1970 appelé « blaxploitation ».

## Synopsis
Le détective privé afro américain John Shaft enquête sur la mort du frère de sa maîtresse, tué par son associé pour une histoire de loterie clandestine. Le voilà à nouveau plongé dans les bas-fonds de Harlem, au cœur du monde de la drogue, de la prostitution et du crime.

## Fiche technique
- Titre original : Shaft's Big Score!
- Titre français : Les Nouveaux Exploits de Shaft
- Titre de travail : The Big Bamboo
- Réalisation : Gordon Parks
- Scénario : Ernest Tidyman, d'après ses propres romans
- Direction artistique : Emanuel Gerard
- Décors : Robert Drumheller
- Costumes : Joseph G. Aulisi
- Photo : Urs Furrer
- Montage : Moe Howard
- Musique : Gordon Parks
- Production : Roger Lewis, Ernest Tidyman ; David Golden (associé)
- Sociétés de production : Metro-Goldwyn-Mayer, Shaft Productions
- Société de distribution : Metro-Goldwyn-Mayer
- Pays de production :  États-Unis
- Langue originale : anglais
- Format : Couleurs (Metrocolor) - 35 mm - 2,35:1 - son mono
- Genre : policier, action, blaxploitation
- Durée : 104 minutes
- Dates de sortie :
  - États-Unis : 8 juin 1972
  - France : 4 janvier 1973

## Distribution
- Richard Roundtree (VF : Sady Rebbot) : John Shaft
- Moses Gunn (VF : Georges Atlas) : Bumpy Jonas
- Joseph Mascolo (VF : Michel Gatineau) : Gus Mascola
- Kathy Imrie (VF : Annie Sinigalia) : Rita
- Wally Taylor (VF : Marcel Bozzuffi) : Johnny Kelly
- Julius Harris (VF : Jean Martinelli) : Le capitaine Bollin
- Rosalind Miles : Arna Asby
- Drew Bundini Brown (VF : Henry Djanik) : Willy
- Joe Santos (VF : Claude Joseph) : Pascal
- Marilyn Hamlin (VF : Perrette Pradier) : la maîtresse de Mascola
- Angelo Nazzo : Al
- Don Blakely : Johnson
- Cihangir Gaffari : Jerry
- Robert Kya-Hill (VF : Bachir Touré) : Cal Asby
- Dan Hannafin (VF : Jacques Richard) : Cooper

## Production

### Genèse et développement
Cette suite est mise en chantier peu de temps après la sortie du premier film, Les Nuits rouges de Harlem, sorti en 1971. Ernest Tidyman, auteur du roman d'origine et coscénariste du premier film, écrit ici le scénario de cette suite. Richard Roundtree et Moses Gunn reprennent leurs rôles respectifs de John Shaft et Bumpy Jonas.

### Tournage
Le tournage a lieu en février 1972 à New York, notamment à Laguardia Place et Bleecker Street.

### Musique
Albums de Gordon Parks
Les Sentiers de la violence
(1969)
Bandes originales de Shaft
Shaft
(1971) Shaft contre les trafiquants d'hommes
(1973)
La musique du film est composée par le réalisateur du film, Gordon Parks, qui succède à Isaac Hayes.
Liste des titres
1. Blowin' Your Mind - 3:27
2. The Other Side - 1:47
3. Smart Money - 2:10
4. First Meeting - 1:55
5. Asby-Kelly Man - 1:44
6. Don't Misunderstand - 1:47
7. Move On In - 3:07
8. Symphony For Shafted Souls (The Big Chase) - 13:11 :
  - Take Off
  - Dance Of The Cars
  - Water Ballet (Part 1)
  - Water Ballet (Part 2)
  - Call And Response
  - The Last Amen

## Accueil

### Critique
Les Nouveaux Exploits de Shaft reçoit un accueil très mitigé de la part des critiques américaines. Roger Greenspun du The New York Times décrit par exemple le film comme « moins responsable, moins détaillé, moins personnel, moins sérieux et moins fun » que le premier film. Néanmoins, Roger Ebert lui donne la note de 3⁄4 et le décrit comme un meilleur divertissement de masse que le premier film. Sur l'agrégateur Rotten Tomatoes, il obtient 70% d'opinions favorables pour 10 critiques, 5,5⁄10.

### Box-office
Le film engrange des recettes estimées à 4 millions de dollars en Amérique du Nord.